# Canton de Cayres
Le canton de Cayres est une ancienne division administrative française, située dans le département de la Haute-Loire et la région Auvergne.

## Composition
Le canton de Cayres se composait d’une fraction de la commune d'Alleyras et de sept autres communes. Il compte 2 408 habitants (population municipale) au 1er janvier 2012.
| Nom                      | Code Insee | Intercommunalité                      | Population (dernière pop. légale)          |
| ------------------------ | ---------- | ------------------------------------- | ------------------------------------------ |
| Cayres (chef-lieu)       | 43042      | CC des Pays de Cayres et de Pradelles | 720 (2014)                                 |
| Alleyras                 | 43005      | CC des Pays de Cayres et de Pradelles | Fraction : 132 (2012) Commune : 159 (2014) |
| Le Bouchet-Saint-Nicolas | 43037      | CC des Pays de Cayres et de Pradelles | 271 (2014)                                 |
| Costaros                 | 43077      | CC des Pays de Cayres et de Pradelles | 599 (2014)                                 |
| Ouides                   | 43145      | CC des Pays de Cayres et de Pradelles | 55 (2014)                                  |
| Saint-Didier-d'Allier    | 43176      | CC des Pays de Cayres et de Pradelles | 36 (2014)                                  |
| Saint-Jean-Lachalm       | 43198      | CC des Pays de Cayres et de Pradelles | 278 (2014)                                 |
| Séneujols                | 43238      | CC des Pays de Cayres et de Pradelles | 315 (2014)                                 |

## Histoire
Le canton a été supprimé en mars 2015 à la suite du redécoupage des cantons du département :
- Saint-Didier-d'Allier : canton de Saint-Paulien ;
- Alleyras, Le Bouchet-Saint-Nicolas, Cayres, Costaros, Ouides, Saint-Jean-Lachalm et Séneujols : canton du Velay volcanique.

## Représentation

### Conseillers généraux de 1833 à 2015
| Période               | Identité                                           | Parti         | Qualité                                                                           |
| --------------------- | -------------------------------------------------- | ------------- | --------------------------------------------------------------------------------- |
| 1833-1839             | Édouard Delestang                                  |               | Juge au Tribunal civil du Puy                                                     |
| 1839-1848             | Laurent Adolphe Marie Liogier d'Ardhuy (1800-1886) |               | Notaire au Puy, juge au Tribunal civil puis avocat                                |
| 1848-1852             | Jean-Pierre Peyret (1802-1860)                     |               | Notaire, maire de Cayres                                                          |
| 1852-1870             | Claude Auguste Reynaud                             |               | Médecin, ancien Maire du Puy Propriétaire à Saint-Germain-Laprade                 |
| 1870-1871             | Louis Paul                                         |               | Juge au Tribunal civil du Puy                                                     |
| 1871-1876 (démission) | Jean André Bonneton                                |               | Juge de paix, maire de Cayres                                                     |
| 1876-1877             | Louis Gratuze                                      | Républicain   | Conseiller à la Cour d'appel de Grenoble                                          |
| 1877-1883             | Jean-Baptiste Florimond Ranc                       | Droite        | Maire de Cayres                                                                   |
| 1883-1889             | Auguste Dumas                                      | Républicain   | Maire de Séneujols, conseiller d'arrondissement                                   |
| 1889-1911 (décès)     | Louis Gratuze                                      | Républicain   | Conseiller à la Cour d'appel de Lyon Conseiller municipal du Puy (1878-1882)      |
| 1911-1913             | Pierre Breysse                                     | Act.lib.      | Ancien notaire, Le Bouchet-Saint-Nicolas                                          |
| 1913-1931             | Jacques Méjot                                      | Républicain   | Entrepreneur, maire de Cayres (1900-1919)                                         |
| 1931-1940             | Régis Belledent                                    | Libéral       | Cultivateur à Séjallières, Saint-Jean-Lachalm, ancien conseiller d'arrondissement |
|                       |                                                    |               |                                                                                   |
| 1945-1964             | François Portalier (1899-1979)                     | Rad. puis DVG | Entrepreneur à Cayres                                                             |
| 1964-1970             | Louis Decolin (1924-2017)                          | DVD           | Boucher à Cayres                                                                  |
| 1970-1982             | Hippolyte Itier                                    | UDR puis DVD  | Eleveur à Séjallières, Saint-Jean-Lachalm                                         |
| 1982-2001             | Jean Leyton                                        | RPR           | Chef d'agence du Crédit agricole Maire de Séneujols                               |
| 2001-2015             | Marc Mouret                                        | UMP           | Entrepreneur de maçonnerie Maire de Cayres                                        |

### Conseillers d'arrondissement (de 1833 à 1940)
| Période                                  | Période          | Identité                          | Étiquette   | Qualité |
| ---------------------------------------- | ---------------- | --------------------------------- | ----------- | --- |
| 1833                                     | 1839             | M. Gratuze                        |             | Propriétaire à Cayres                                                                                       |
| 1839                                     | 1845             | Jean Baptiste Boudoul (1798-1856) |             | Notaire au Bouchet, propriétaire au Puy                                                                     |
| 1845                                     | 1848             | Jean François Senac fils          |             | Maire de Séneujols                                                                                          |
|                                          |                  |                                   |             | |
| 1871                                     | 1883 (démission) | Auguste Dumas                     | Républicain | Maire de Séneujols                                                                                          |
|                                          |                  |                                   |             | |
|                                          | 1919             | M. Vigouroux                      | Républicain | |
| 1919                                     | 1922             | Victor Pascal                     | Républicain | Négociant en dentelles à Séneujols                                                                          |
| 1922                                     | 1928             | Régis Belledent                   | Libéral     | Cultivateur à Séjallières, Saint-Jean-Lachalm                                                               |
| 1928                                     | 1940             | M. Mazet                          | Droite-FR   | |
| 1940                                     |                  |                                   |             | Les conseils d'arrondissement ont été suspendus par la loi du 12 octobre 1940 et n'ont jamais été réactivés |
| Les données manquantes sont à compléter. |                  |                                   |             | |

## Démographie
| 1962 | 1968 | 1975 | 1982 | 1990  | 1999  | 2006  | 2011  | 2012  |
| ---- | ---- | ---- | ---- | ----- | ----- | ----- | ----- | ----- |
| -    | -    | -    | -    | 2 124 | 2 236 | 2 320 | 2 401 | 2 408 |